# Скрипка, Полина Кондратьевна
Полина Кондратьевна Скрипка — советский хозяйственный, государственный и политический деятель, Герой Социалистического Труда.

## Биография
Родилась в 1923 году в Киевской области. Член КПСС.
Пережила нацистскую оккупацию. С 1944 года — на хозяйственной, общественной и политической работе. В 1944—1980 гг. — работница животноводческой фермы, доярка колхоза имени Калинина Белоцерковского района Киевской области.
Указом Президиума Верховного Совета СССР от 8 апреля 1971 года присвоено звание Героя Социалистического Труда с вручением ордена Ленина и золотой медали «Серп и Молот».
Умерла после 1980 года.

## Награды и звания
- Герой Социалистического Труда (08.04.1971).
- орден Ленина (08.04.1971; 22.03.1966; 26.02.1958)
- орден Октябрьской Революции (06.09.1973)
- орден Трудового Красного Знамени (24.12.1976)